# Carlos Díaz (atleta)
Carlos Martín Díaz del Río (Santiago, 9 de julio de 1993) es un corredor de media distancia chileno que compite principalmente en los 1500 metros. Tiene un récord chileno de 3:37,86 minutos.
Díaz ascendió a través de las categorías de edad, tomando el título sudamericano de la Juventud en 2010, un bronce sudamericano Júnior en 2011, luego una medalla de oro en el Campeonato Sudamericano de Atletismo Sub-23 en 2014. Como atleta sénior ganó dos medallas de plata en el Campeonato Iberoamericano de Atletismo el año 2016 y ganó un bronce en el Festival Deportivo Panamericano de 2014.

## Trayectoria deportiva
Díaz viene de una formación deportiva, ya que su madre, Julia del Río, había competido internacionalmente por Chile en el Campeonato Mundial de Campo a Través. Comenzó a entrenar en distancia corriendo con su madre como entrenadora desde una edad temprana. Díaz hizo su debut internacional en el Campeonato Sudamericano Juvenil de Atletismo en 2008, donde fue noveno. Representó a su país a nivel mundial un año después, corriendo en las Campeonato Mundial Juvenil de Atletismo de 2009. Volvió a competir a nivel continental en el Campeonato Sudamericano Juvenil de Atletismo en 2010 y tuvo su primer éxito, obteniendo la medalla de oro en los 1500 m en su tierra natal Santiago. Otra medalla juvenil llegó en el Campeonato Sudamericano de Cross Country 2010, donde su cuarto puesto hizo que Chile obtuviera la medalla de bronce por equipos. Comenzó a progresar en la categoría de menores de 20 años en el Campeonato Júnior Suramericano de Atletismo en 2011, obteniendo el bronce como el medallista más joven en los 1500 m y el cuarto lugar en los 800 m.
Comenzó su 2012 con su primera medalla en la categoría sénior, obteniendo el bronce en el Campeonato Iberoamericano de Atletismo de 2012, justo por delante de su compatriota Iván López. Se convirtió en el finalista mundial menor de 20 años en el Campeonato Mundial Júnior de Atletismo de 2012, terminando séptimo después de un récord nacional júnior de 3:43.16 minutos en los clasificatorios. Subió a otra categoría de edad para el Campeonato Sudamericano Sub-23 de Atletismo y se llevó la medalla de bronce, esta vez vencido por López, y por el argentino Federico Bruno.
No logró mejorar su marca personal en 2013, pero ganó una medalla de plata detrás de Leandro de Oliveira en el Campeonato de South American Road Mile y fue subcampeón en los Juegos Deportivos Nacionales Chilenos. Díaz regresó a la pista de Chile en 2014. Primero, se acercó a su mejor marca personal en los Juegos Sudamericanos en la capital chilena, pero por poco se perdió una medalla por detrás del colombiano Rafith Rodríguez. Después de un mejor tiempo personal de 3:40.24 minutos en julio, obtuvo dos medallas de bronce internacionales: primero repitió su final en el Campeonato Iberoamericano, luego quedó tercero en el Festival Deportivo Panamericano. En su última salida del año, encabezó el podio en el Campeonato Sudamericano Sub-23 con un tiempo récord en el campeonato de 3:44.52 minutos.
Díaz fue mejorando y a principios de 2015 estableció marcas personales en los 1500 metros (3:40.15) y 3000 metros (7:56.34). Además, estableció un nuevo récord en la carrera de 10 km, defendiendo su título en esa sección en la Maratón de Santiago con un tiempo de 28:45 minutos. A la edad de veintiún años, Díaz se estableció como uno de los mejores corredores de media distancia de la región en el Campeonato Sudamericano de Atletismo de 2015 al obtener su primer oro sénior en los 1500 m. Uno de los dos ganadores de Chile en la reunión, junto a Víctor Aravena.
En mayo de 2025, Díaz ganó la Maratón de Santiago con un tiempo de dos horas, nueve minutos y 50 segundos.

## Palmarés
Datos basados en la información entregada por la Asociación Internacional de Federaciones de Atletismo.
| Año  | Campeonato                               | Lugar                    | Resultado | Distancia       | Marca    |
| ---- | ---------------------------------------- | ------------------------ | --------- | --------------- | -------- |
| 2008 | Campeonato Sudamericano Juvenil          | Lima, Perú               | 9.º       | 1500 m          | 4:09.73  |
| 2009 | Campeonato Mundial Juvenil               | Bresanona, Italia        | 11.º      | 1500 m          | 4:02.31  |
| 2010 | Campeonato Sudamericano de Cross Country | Guayaquil, Ecuador       | 4.º       | Carrera juvenil | 12:09.7  |
| 2010 | Campeonato Sudamericano de Cross Country | Guayaquil, Ecuador       | 3.º       | Equipo juvenil  | 13 pts.  |
| 2010 | Campeonato Sudamericano Juvenil          | Santiago, Chile          | 1.º       | 1500 m          | 4:12.11  |
| 2011 | Campeonato Sudamericano Júnior           | Medellín, Colombia       | 4.º       | 800 m           | 1:50.92  |
| 2011 | Campeonato Sudamericano Júnior           | Medellín, Colombia       | 3.º       | 1500 m          | 3:54.41  |
| 2012 | Campeonato Iberoamericano                | Barquisimeto, Venezuela  | 3.º       | 1500 m          | 3:48.50  |
| 2012 | Campeonato Mundial Júnior                | Barcelona, España        | 7.º       | 1500 m          | 3:44.02  |
| 2012 | Campeonato Sudamericano Sub-23           | São Paulo, Brasil        | 3.º       | 1500 m          | 3:50.01  |
| 2013 | Campeonato Road Mile Sudamericano        | Belém, Brasil            | 2.º       | Mile run        | 4:05     |
| 2014 | Juegos Suramericanos                     | Santiago, Chile          | 4.º       | 1500 m          | 3:43.22  |
| 2014 | Campeonato Iberoamericano                | São Paulo, Brasil        | 3.º       | 1500 m          | 3:44.74  |
| 2014 | Festival Deportivo Panamericano          | Ciudad de México, México | 3.º       | 1500 m          | 3:49.20  |
| 2014 | Campeonato Sudamericano Sub-23           | Montevideo, Uruguay      | 1         | 1500 m          | 3:44.52  |
| 2015 | Campeonato Sudamericano                  | Lima, Perú               | 1.º       | 1500 m          | 3:40.79  |
| 2015 | Campeonato Mundial                       | Pekín, China             | 24.º      | 1500 m          | 3:47.48  |
| 2015 | Juegos Panamericanos                     | Toronto, Canadá          | 4.º       | 1500 m          | 3:42.09  |
| 2016 | Concepción Grand Prix                    | Concepción, Chile        | 1.º       | 5000 m          | 14:18.81 |
| 2016 | San Silvestre Vallecana                  | Madrid, España           | 4.º       | 10 km           | 2:28:32  |
| 2016 | Benfica Athletics Meeting                | Lisboa, Portugal         | 2.º       | 1500 m          | 3:39.85  |
| 2016 | Guldensporenmeeting                      | Courtrai, Bélgica        | 4.º       | 1500 m          | 3:38.95  |
| 2016 | Campeonato Iberoamericano                | Río de Janeiro, Brasil   | 2.º       | 1500 m          | 3:39.20  |
| 2016 | Campeonato Iberoamericano                | Río de Janeiro, Brasil   | 2.º       | 3000 m          | 7:54.31  |
| 2017 | Grand Prix Orlando Guaita                | Santiago, Chile          | 1.º       | 1500 m          | 3:50.75  |
| 2017 | Campeonato Nacional                      | Santiago, Chile          | 1.º       | 1500 m          | 3:50.11  |
| 2017 | Concepción Grand Prix                    | Concepción, Chile        | 1.º       | 1500 m          | 3:48.73  |
| 2017 | IFAM Meeting                             | Oordegem, Bélgica        | 7.º       | 1500 m          | 3:37.84  |
| 2017 | Meeting Iberoamericano                   | Huelva, España           | 10.º      | 1500 m          | 3:38.10  |
| 2017 | Maratón Internacional de Viña del Mar    | Viña del Mar, Chile      | 1.º       | 10 km           | 2:27:30  |
| 2017 | Media Maratón de Cali                    | Cali, Colombia           | 1.º       | 10 km           | 2:30:09  |
| 2017 | Campeonato Sudamericano                  | Asunción, Paraguay       | 2.º       | 1500 m          | 3:45.69  |
| 2017 | Juegos Bolivarianos                      | Santa Marta, Colombia    | 1.º       | 1500 m          | 3:45.58  |
| 2017 | Juegos Bolivarianos                      | Santa Marta, Colombia    | 1.º       | 5000 m          | 14:02.92 |
| 2018 | Grand Prix Orlando Guaita                | Santiago, Chile          | 1.º       | 1500 m          | 3:47.37  |
| 2018 | Campeonato Nacional                      | Santiago, Chile          | 1.º       | 1500 m          | 3:47.66  |
| 2018 | Campeonato Nacional                      | Santiago, Chile          | 2.º       | 5000 m          | 13:51.80 |
| 2018 | IFAM Meeting                             | Oordegem, Bélgica        | 2.º       | 1500 m          | 3:38.23  |
| 2018 | Juegos Suramericanos                     | Cochabamba, Bolivia      | 1.º       | 1500 m          | 3:50.82  |